# Parahyba Foot Ball Club
El Parahyba Foot Ball Club fue un club de Fútbol de la ciudad de Jampa, en el Estado del Paraíba, del Brasil. Jugaba en el Campeonato Paraibano de Fútbol, del cual fue uno de los equipos fundadores.

## Historia
Fue fundado el 10 de enero de 1908 por idea del académico Eugenio Soares, el cual llegó de Río de Janeiro con un balón de fútbol para practicarlo en la ciudad sin dejar de lado la educación. El nombre del club era por la denominación anterioro del estado de Paraíba en el año 1900.
El club en ese año fue uno de los equipos fundadores del Campeonato Paraibano, y además fue el primer equipo de fútbol en ganar un título en el estado de Paraíba, aunque este campeonato no es reconocido como oficial.
El club desaparece en 1919 luego de que el Campeonato Paraibano se hace profesional.

## Palmarés
- Campeonato Paraibano: 1

1908